# All I Need (Message Combo)
All I Need è il primo EP dei Message Combo, progetto di Leonardo Cesari. L'EP è stato pubblicato il 13 dicembre 2010 e vede il featuring di Sara Corbò alla voce.

## Tracce
1. All I Need (feat. Sarah Corbò) – 3:25
2. Free (feat. Sarah Corbò) – 3:35
3. My Tree (feat. Sarah Corbò) – 4:51
4. Back Again (feat. Sarah Corbò) – 4:05
5. Invasion – 5:25
6. The Line – 3:43
7. Clouds – 3:57
8. All I Need – 5:28

Durata totale: 34:29

## Musicisti
- Leonardo Cesari: batteria
- Sarah Corbò: voce
- Gabriele Greco: contrabbasso
- Claudio Corvini: tromba
- Bruno Salicone: pianoforte
- Federico Pascucci: sax